# Swayambhunath
Swayambhunath (devangari sanskrt: स्वयम्भूनाथ स्तुप; tibetski jezik: Phags.pa Shing.kun, što znači "Nebeska drveća") ili Swayambhu ("Samonikli") je jedno je od najvažnijih budističkih svetišta i važno mjesto hodočašća u Nepalu. Nalazi se na brdu, zapadno od Katmandua, a poznat je i kao Majmunski hram, zbog velikog broja majmuna koji nesmetano žive na njegovom sjeverozapadnom dijelu.
Prema predaji poznatoj kao Swayambhu Purana, cijelo ovo područje je nekada prekrivalo ogromno jezero iz kojega je izrastao veliki lotus koji je postao poznat kao Swayambhu, što znači "samonikli". On simbolično predstavlja utjelovljenje budističkog vječnog nestvorenog plamena, svyaṃbhu. Na mjestu tog lotusa je izgrađen hram Swayambhunath.
Sastoji se od stupe, te nekoliko različitih svetišta i hramova, od kojih neki datiraju u razdoblje dinastije Licchavi (7. stoljeće), dok su tibetanski samostan (gompas), muzej i knjižnica izgrađeni nedavno. Do njega vodi strmo stubište s 365 stuba na vrhu kojega se nalazi simbol neodoljive snage - vajra.
Sferična stupa ima na sredini toranj (mandala) na čijem podnožju su naslikane velike Budine oči s obrvama, dok je između njih nepalski simbol jedinstva. S četiri strane stupe se nalazi po jedan petokutni toran (ceremonijalna vrata) s reljefima skulptura. Ispred i iza njih se nalazi trinaest tornjeva s gajurima (prečka s kuglom na vrhu) na vrhu. Zapravo, većina ikonografskih simbola na ovom svetištu potječu iz Vajrayana budizma nepalskog naroda Nevari, no ovo svetište je mjesto i drugih budističkih škola, pa čak ga svetim drže i hinduisti.
- Swayambhunath
- Stupa na brdu
- Swayambudnath noću
- Skulpture Bude
- Pogled s hrama na Katmandu
- Jedan od hramova

## Vanjske poveznice
- Fotografije Swayambhunatha  Arhivirana inačica izvorne stranice od 19. srpnja 2011. (Wayback Machine)
- Virtualni obilazak Swayambhunatha
- Swayambhunath  Arhivirana inačica izvorne stranice od 27. travnja 2009. (Wayback Machine) : Opis i ikonografija (engl.)